# Dactylocnemis
Genre
Dactylocnemis est un genre de geckos de la famille des Diplodactylidae.

## Répartition
Les espèces de ce genre sont endémiques de Nouvelle-Zélande.

## Liste des espèces
Selon The Reptile Database (4 septembre 2012) :
- Dactylocnemis pacificus (Gray, 1842)

et cinq espèces restant à décrire
- Dactylocnemis "Matapia Island"
- Dactylocnemis "Mokohinaus"
- Dactylocnemis "North Cape"
- Dactylocnemis "Poor Knights"
- Dactylocnemis "Three Kings"

## Taxinomie
Considéré comme synonyme de Hoplodactylus depuis le début du XXe siècle, ce genre est réinstauré depuis une étude génétique de Nielsen et al. publiée en 2011 et englobe six espèces, dont cinq restent à décrire, auparavant classées dans le genre Hoplodactylus. Il fut auparavant utilisé en 1904, sans toutefois contenir les mêmes espèces, avant d'être abandonné.

## Publication originale
- Fitzinger, 1861 "1860" : Die Ausbeute der österreichischen Naturforscher an Säugethieren und Reptilien während der Weltumsegelung Sr. Majestät Fregatte Novara. Sitzungsberichte der Kaiserlichen Akademie der Wissenschaften, Mathematisch-Naturwissenschaftliche Classe, vol. 42, p. 383-416 (texte intégral).